# 살기 위하여-어부로 살고 싶다
"살기 위하여-어부로 살고 싶다"(2006)는 이강길 감독이 제작한 다큐멘터리 영화이다.

## 줄거리
이강길 감독이 부안에 머물며 새만금 간척 사업으로 삶의 터전을 잃게 될 마을 주민을 주인공으로 한 영화로 해안 마을 주민들이 생존을 위해 새만금 간척 사업을 반대하는 내용이다. 2000년도에 새만금 갯벌 살리기를 시작으로 공사 강행 무효화 선언까지 계속되오던 반대 운동의 흐름을 볼 수 있다.

## 영화 관련 정보
- 감독 : 이강길

<십자가의 길>, <이라크에서 총을 버려라> 등, 환경, 인권, 평화를 주제로 여러 편의 작품을 만들었으며 2000년부터 부안에 머물며 새만금에 관련된 다큐멘터리, <어부로 살고 싶다> 연작을 만들고 있다.
- 상영시간 : 75분
- 개봉년도 : 2009년 4월 16일

## 출연

### 주연
- 이순덕
- 류기화
- 홍성준
- 김하수
- 연영석

## 기타
- 구성: 지민
- 구성: 나은아
- 구성: 이강길
- 프로듀서: 이현명
- 프로듀서: 이상엽
- 타이틀: 별음자리표
- 광고디자인: 토가
- 광고디자인: 김선태
- 번역: 황희선
- 번역: 니콜라 루소

## 수상 내역
- 2007 서울독립영화제 최우수 작품상, 독불장군상
- 2007 서울환경영화제 한국환경영화 관객심사단상
- 2007 EIDF 시청자상